# Canal Ob-Ienisseï
Le canal Ob-Ienisseï (en russe : Обь-Енисейский канал, Ob-Ienisseïski kanal) ou canal Ket-Kas, est une voie navigable de Russie, aujourd'hui désaffectée, qui reliait les bassins des fleuves Ob et Ienisseï, en Sibérie.

## Localisation
Le canal reliait la rivière Ket, un affluent de l'Ob, à la rivière Grand Kas, un affluent de l'Ienisseï, en utilisant leurs affluents et plusieurs lacs. Il comblait ainsi le hiatus entre les deux systèmes fluviaux, qui sert actuellement de frontière entre l'oblast de Tomsk et le kraï de Krasnoïarsk. Ce canal fut creusé à la main. Il est long de 8 km, large de 20 m à la base et profond de 2,1 m.

## Histoire
Après les missions de reconnaissance de Innokenti Lopatine en 1875, le canal fut creusé entre 1882 et 1891, mais il n'était pas assez profond ni assez large pour rivaliser avec le chemin de fer Transsibérien, mis en service peu après.
En 1911, on envisagea de l'améliorer, mais ce projet fut abandonné après le déclenchement de la Première Guerre mondiale. Gravement endommagé pendant la guerre civile, le canal fut fermé à la navigation en 1921.
Le canal Ob-Ienisseï fut encore utilisé une seule fois, en 1942 : trois bateaux à vapeur et un cutter réussirent à relier l'Ienisseï à l'Ob, mais au prix d'énormes difficultés.
Le canal est maintenant complètement abandonné. Il est seulement fréquenté par des touristes venus en canot, en voiture, à vélo ou à pied.

## Source
- (en) Cet article est partiellement ou en totalité issu de l’article de Wikipédia en anglais intitulé « Ob–Yenisei Canal » (voir la liste des auteurs).